# Географічна картографія
Географі́чна картогра́фія — наука про відображення і дослідження шляхом створення картографічних зображень як просторових образнознакових моделей природи та суспільства — їх розміщення, властивостей, взаємозв'язків і змін у часі.

## Предмет вивчення

### Основні напрямки досліджень
- Теоретичні основи картографії. Вчення про картографічне відображення дійсності. Види і типи картографічних творів. Картографічне зображення, його елементи. Картографічні знакові системи. Картографічна генералізація, розроблення її теорії, методів і моделей. Картографічні джерела. Наукова інформатика в картографії. Взаємодія картографії, дистанційного зондування і ГІС. Геоінформаційне картографування. Нові види зображень. Наукові основи загальногеографічного і тематичного картографування України та її регіонів.
- Математична основа карт. Масштабні ряди карт. Номенклатура карт. Геодезична основа карт. Проектування і побудова математичної основи.
- Проектування і редагування картографічних творів — загальногеографічних, тематичних і спеціальних карт, комплексних і галузевих атласів та ін. Принципи картографічного моделювання. Математичні й інші методи здійснення всіх видів робіт із проектування карт. Редакційні роботи. Редакційні документи щодо створення картографічних творів.
- Складання карт і атласів. Методи й засоби складання окремих карт, серій карт, атласів, глобусів та ін. Розроблення теорії складання похідних карт на підставі вивчення аналітичних та інтегральних характеристик об'єктів і явищ, що картографуються. Автоматизація картоскладальних робіт. Теорія і методи формування фондів картографічних даних та створення інформаційно-пошукових систем.
- Оформлення картографічних творів і картографічний дизайн. Картографічні знакові системи, прийнятні для візуального й машинного читання та автоматизованої побудови картографічного зображення.
- Використання картографічних творів (картографічного методу) в галузях народного господарства, науки і для навчальних потреб. Математичні й інші методи аналізу і синтезу картографічних зображень, теорія автоматизації для досліджень явищ за картами і встановлення нових закономірностей об'єктивної реальності.
- Історія розвитку картографії. історія загальногеографічного і тематичного картографування України та її регіонів.

## Історія